# Nicolás Aguirre (calciatore)
Nicolás Diego Aguirre (Chabás, 27 giugno 1990) è un calciatore argentino, centrocampista dell'Huracán (C).

## Caratteristiche tecniche
Gioca come esterno sinistro di natura prevalentemente difensiva.

## Palmarès

### Club

#### Competizioni nazionali
- Campionato argentino di seconda divisione: 1

Arsenal Sarandí: 2010-2011
- Supercopa Argentina: 1

Arsenal Sarandí: 2012
- Campionato argentino: 1

Arsenal Sarandí: 2012 (C)
- Copa Argentina: 1

Arsenal Sarandí: 2012-2013